# Julius Runge
Pour les articles homonymes, voir Runge.
Julius Ludwig Friedrich Runge (1843–1922) est un peintre de paysages allemand.

## Biographie
Né à Röbel dans le Nord de l’Allemagne, il étudie avec Hans Gude et Gustav Schönleber. Il peint à Munich, Karlsruhe, Hambourg et Lindau. Au début des années 1880 il rejoint les peintres de Skagen dans le Nord du Jutland avec son tuteur suédois Wilhelm von Gegerfelt et son collègue français Émile Barau.